# Distrito de Monzón
El Distrito peruano de Monzón es uno de los once distritos de la Provincia de Huamalíes, ubicada en el Departamento de Huánuco, bajo la administración del Gobierno regional de Huánuco, Perú.
Desde el punto de vista jerárquico de la Iglesia católica forma parte de la Diócesis de Huánuco, sufragánea de la Arquidiócesis de Huancayo.

## Historia
La fecha de creación de este distrito es el 2 de enero de 1857, por Ley dada en el gobierno del Presidente Ramón Castilla.

## Geografía
Con una superficie de 1 521,39 km², comprende la cuenca del río homónimo, una valle de la ceja de selva, por el cual el único distrito selvático de Huamalíes. El distrito tiene una población de 18 mil 460 habitantes (Fuentes: INEI-2005) dedicados en su mayoría a la agricultura.

## Localidades
La capital es el pueblo de Monzón, situado en la margen derecha del río Monzón, sobre un plano inclinado a 962 m s.n.m.
También se encuentran los centros poblados de Chipaco, Caunarapa, Maravillas, Cuyacu, Cachicoto, Tazo Grande, Cashapampa, San Cristóbal, Sachavaca, Manchuria, Agua Blanca y Palo de Acero.

## Autoridades

### Municipales:
- 2023_ 2026[3] Job Ysrael Chávez Santiago.         ( Avanza País_ Partido De Integración Social ).
- Regidores.
- 1. Ruddi Mely Domínguez Soto.                              ( Avanza País_ Partido De Integración Social ).
- 2. Maximiliano Jaramillo Concha.                          ( Avanza País_ Partido De Integración Social )
- 3. Aidee Inés Espinoza Fernández.                         ( Avanza País_ Partido De Integración Social ).
- 4. Orlando Alarcón Dávila.                                       ( Avanza País_ Partido De Integración Social ).
- 5. Antolin Esteban Trujillo Santos.                         ( Movimiento Independiente Regional Mi Buen Vecino. )

Alcaldes anteriores
- 2019_ 2022. Michael Neill Rubio Gabriel, de Acción popular
  - Regidores:

  1. Gregorio Ayapi Inomas (Acción Popular)
  2. Alicia Carmen Rojas Beteta (Acción Popular)
  3. Gerardo Mavet Ariza Peña (Acción Popular)
  4. Dalila Sunamita Pablo Velásquez (Acción Popular)
  5. Aive Alvarado Carmen (Acción Popular)
  6. Elmer Herrera Morales (Avanzada Regional Independiente Unidos por Huánuco)
  7. Alan Pompeyo Espinoza Echevarría (Avanzada Regional Independiente Unidos por Huánuco)

- 2015 - 2018:[4] Victor Alejandro Pajuelo Santos, agrupación política regional Avanzada Regional Independiente Unidos por Huánuco.(ARI).

### Policiales
- Comisario: PNP.

## Galería
- Wikimedia Commons alberga una categoría multimedia sobre Distrito de Monzón.